# MP18
De Bergmann MP18.1 of Bergmann MP18/I was een van de eerste echte pistoolmitrailleurs. Ontworpen tijdens de Eerste Wereldoorlog door Theodor Bergmann Waffenbau, werd hij verdeeld onder de troepen van eerste lijn (met name Sturmtruppen, Duitse aanvalstroepen). Het basisontwerp beïnvloedde vele latere pistoolmitrailleurs.

## Geschiedenis
Wat bekend werd als het "pistoolmitrailleur" had zijn oorsprong in het begin van de 20e eeuw. Later zou men vooral goede vuurkracht en mobiliteit belangrijk vinden in deze "pistoolmitrailleurs"; wat handig was voor het "schoonmaken" van de loopgraven van vijanden, waarbij de tegenstanders zich waarschijnlijk maar een paar meter verderop bevonden.
In 1915 besloot de Duitse Vuurwapen Test Commissie te Spandau een nieuw wapen te ontwikkelen voor de loopgravenoorlog. Een poging om bestaande semiautomatische pistolen - bijvoorbeeld de Luger en de Mauser C96 - aan te passen voor automatisch vuren mislukte omdat door hun lichte gewicht en hoge vuursnelheid (zo'n 1200 schoten per minuut) het zo goed als onmogelijk was om nauwkeurig te richten. De Commissie stelde vast dat er een compleet nieuw soort wapen nodig was. Hugo Schmeisser werkte op dat moment voor de Bergmann Waffenfabrik en maakte deel uit van een team bestaande uit hemzelf, zijn vader Louis Schmeisser (die in maart 1917 overleed), Theodor Bergmann en enkele andere technici. Ze ontwierpen een compleet nieuw wapen dat voldeed aan de eisen. Het kreeg de naam Maschinenpistole MP18/I (of MP18.1). Het is onduidelijk waar de "I" voor stond, maar de MP28 heette officieel MP28/II (of MP28.2), daar kan misschien een verband tussen gelegd worden.

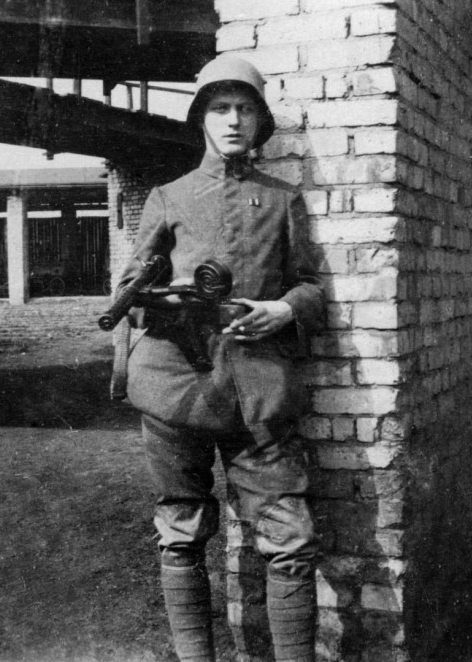
Een Duits soldaat van een zogenoemd Sturm-Bataillon met MP18 in Noord-Frankrijk, voorjaar 1918

Grootschalige productie begon pas in het voorjaar van 1918. Technisch gezien was het niet 's werelds eerste pistoolmitrailleur, want de Italiaanse Villar Perosa werd in 1915 al geproduceerd. Maar eerst alleen als machinegeweer aan boord van een vliegtuig; pas later werd het wapen aangepast om ook door grondtroepen gebruikt te kunnen worden, en dat was pas nadat de MP18 al was geïntroduceerd.
De MP18 werd vooral gebruikt tijdens het einde van de Eerste Wereldoorlog in 1918, met name tijdens het zogenaamde Kaiserschlacht offensief. Minstens 5000 MP18's werden vervaardigd en gebruikt tijdens de Eerste Wereldoorlog (gebaseerd op serienummers van onderschepte wapens); alhoewel het ook mogelijk is dat er zo'n 10.000 waren vervaardigd tijdens de oorlog. Ook zijn er bronnen die beweren dat er 35.000 zijn vervaardigd. De MP18 bleek een prima wapen te zijn, met name voor gevechten in loopgraven, en voor guerrilla's en oorlogvoering in stedelijk gebied. Het basisontwerp beïnvloedde vele latere pistoolmitrailleurs en liet zien superieur te zijn aan het normale grendelgeweer in bepaalde omstandigheden.
Tijdens de conflicten tussen 1920 en 1940 werden er steeds meer pistoolmitrailleurs gebruikt. Eerst in Zuid-Amerika tijdens de Chaco-oorlog, daarna in Europa tijdens de Spaanse Burgeroorlog, en in China tijdens de Japanse invasie, waar deze wapens werden gebruikt door goedgetrainde Chinese troepen die dan ook veel doden veroorzaakten aan de kant van de Japanners.

## Na de oorlog
Na de oorlog verkocht Bergmann het patent op dit wapen aan SIG Zwitserland; het Zwitserse model heette SIG Bergmann 1920. Zie Varianten.
De SIG Bergmann 1920 inspireerde Aimo Lahti voor het ontwerpen van de Finse Suomi KP/31, die op zijn beurt weer de inspiratie was voor de Sovjet PPD-34. De Bergmann MP18 was een mijlpaal in de geschiedenis van de technologie van wapens en oorlogvoering.
In China produceerde men een aangepaste versie van de MP18 in Qingdao met hulp van Heinrich Vollmer. De Fransen begonnen na de Eerste Wereldoorlog een onderzoek te doen met onderschepte MP18's. Het ontwerp van de STA 1922 werd in gebruik genomen als de MAS 1924 die met name werd gebruikt in koloniale oorlogen. Hieruit ontstonden ook de MAS 35 en de MAS 38.
De MP18 bleef tijdens de Tweede Wereldoorlog in dienst bij Duitse troepen, met name bij de Sicherheitsdienst, buitenlandse divisies van de Waffen SS en ook bij kustbatterijen van de Kriegsmarine.

## Varianten

### SIG Bergmann 1920
Na de oorlog verkocht Bergmann het patent op dit wapen aan SIG Zwitserland; het Zwitserse model heette SIG Bergmann 1920. Dit was nét een MP18, maar deze had een 50-schots doosmagazijn in plaats van het 32-schotse "slakkenhuis"-magazijn, dat tijdens de Eerste Wereldoorlog werd gebruikt. Op de bovenkant van het wapen stond "Brevet Bergmann" (letterlijk: Patent Bergmann). Het vizier kon worden ingesteld van 100 tot 1000 meter (erg optimistisch, aangezien dit voor pistoolpatronen geen effectieve schootsafstand zou zijn). De Bergmann 1920 werd in verschillende versies gemaakt, één versie was voor export naar Finland, ingericht voor de 7,65x21mm Mauser-patroon (ook wel bekend als .30 Luger). Er werden zo'n 1500 exemplaren naar Finland geëxporteerd. Er werd ook een versie gemaakt voor export naar China en Japan. Deze versie was ingericht voor de 7,63x25mm Mauser-patroon. De Japanse versie had ook de mogelijkheid om een bajonet te plaatsen. Er werd ook een 9x19mm Parabellum-versie vervaardigd. Na 1927 stopte de productie van dit wapen, maar in 1930 kwam een nieuw wapen, de SIG Bergmann 1930, op de markt. Deze verschilde van de 1920 dat deze het magazijn ontving aan de rechterkant, in plaats van de linkerkant, en een voorste pistoolgreep was ook toegevoegd. Deze aanpassingen waren om te voorkomen dat de gebruiker het wapen bij het magazijn vastpakte, aangezien dat tot technische storingen van het wapen leidde. De 1930 had echter zeer weinig succes.

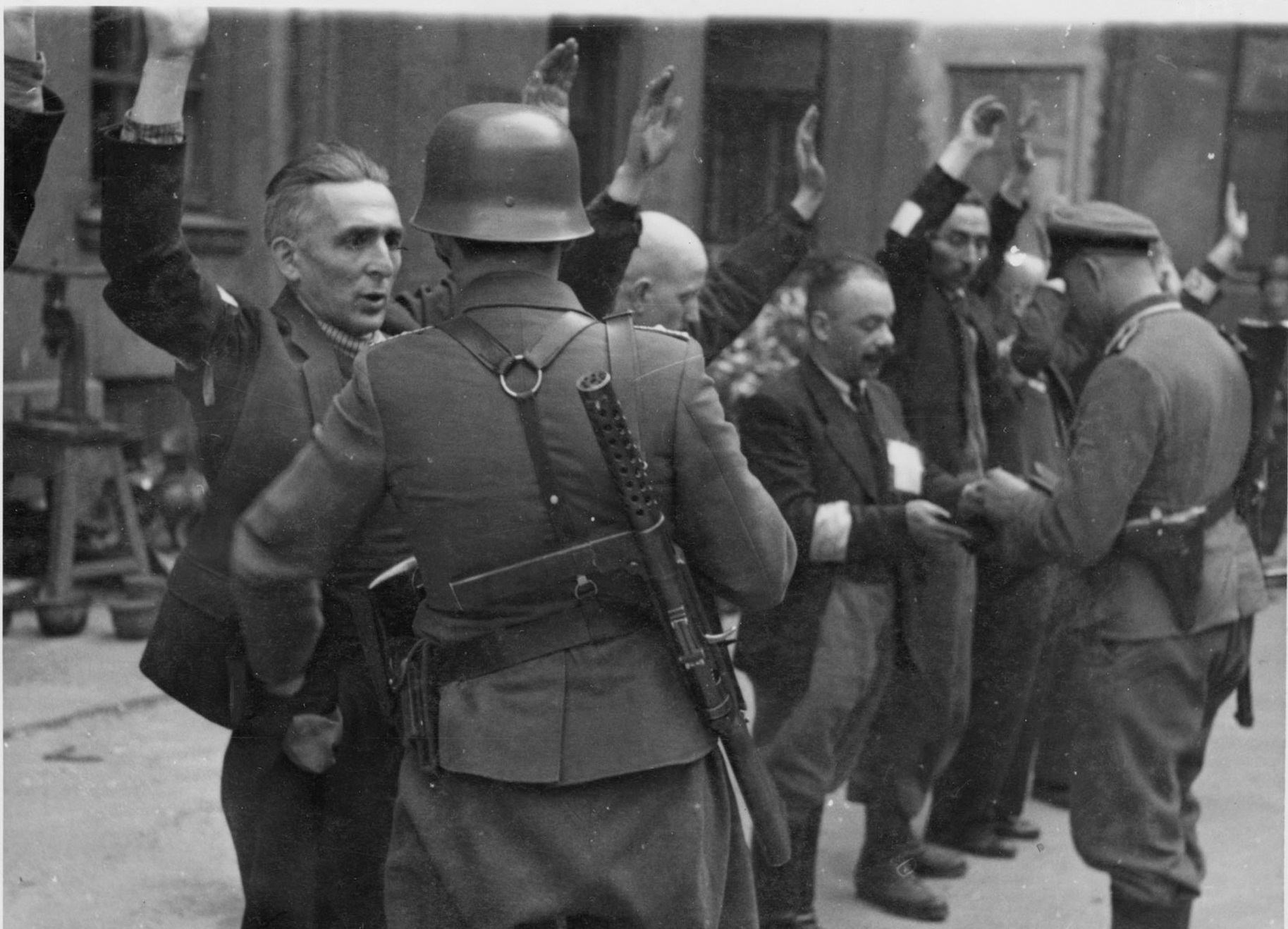
Een MP28 tijdens de opstand in het getto van Warschau

### MP28
In 1928 werd een verbeterde versie van de MP18 in Duitsland ontworpen, de MP28/II of MP28.2. Dit wapen was door dezelfde persoon ontworpen en had een nieuw vizier (dat kon worden ingesteld van 100 tot 1000 meter), een vuurregelaar voor semi- en volautomatisch vuren, enkele kleine interne verbeteringen en een assortiment van accessoires, zoals een bajonet. Het werd in Duitsland geproduceerd voor de politie in 9x19mm Parabellum door de C. G. Haenel Waffen und Fahrradfabrik. In België werd het ontwerp geproduceerd (ook in 9x19mm Parabellum) door Pieper en gebruikt door Belgische strijdkrachten als de Mitrailette Modele 1934. Ook in Spanje werd een exportmodel gebruikt, ingericht voor 9x23mm Largo (dit model stond bekend als de Naranjero). Naast deze drie werden er versies in 7,63x25 Mauser, 7,65×21mm Parabellum, 9x25mm Mauser en .45 ACP geproduceerd. Deze versies werden onder andere naar China, Japan en enkele Zuid-Amerikaanse landen geëxporteerd.
De MP28's van de Duitse politie werden later in de Tweede Wereldoorlog met name door de SS gebruikt (bijvoorbeeld tijdens de opstand in het getto van Warschau). Belgische wapens werden ook gebruikt, België was immers bezet door Duitsland.

## Gebruik

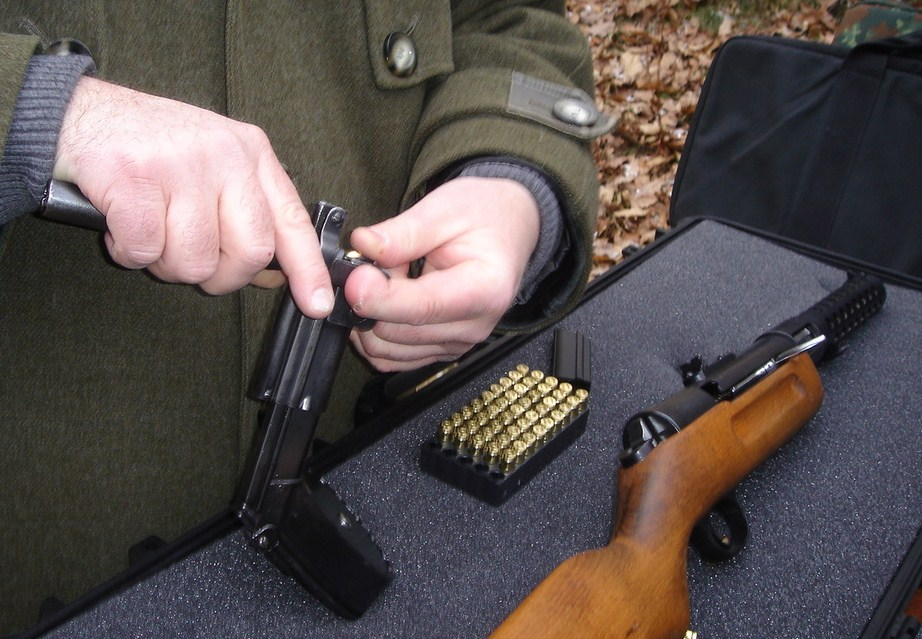
Het laden van een Trommel Magazin TM08

De originele MP18.1 was ontworpen voor het "slakkenhuis" trommelmagazijn, Trommel Magazin TM08 genaamd, van het P08 pistool Artillerie Model. Dit magazijn bevatte 32 patronen van 9 mm Parabellum. Na 1920 werd de MP18 aangepast voor gebruik met een recht 20-schots magazijn dat leek op het magazijn van de latere MP40. De MP18 kon alleen volautomatisch worden afgevuurd, in tegenstelling tot de MP28, die had namelijk een vuurselector met een mogelijkheid voor semiautomatisch vuren.